# Bartosz Grykowski
Bartosz Lech Grykowski (ur. 1981) – polski pisarz fantasy, prawnik.
W 2005 został wyróżniony w konkursie ogłoszonym przez Przedsiębiorstwo Wydawnicze „Rzeczpospolita” SA, wydawcę magazynu „Detektyw” za kryminał „10 lat później”. W 2007 nakładem wydawnictwa SuperNowa ukazała się powieść fantasy jego autorstwa zatytułowana „Piąty anioł”.
W 2005 ukończył studia prawnicze na Uniwersytecie Warszawskim. Jest adwokatem, partnerem w kancelarii prawnej.

## Powieści
- Piąty anioł (SuperNowa 2007)
- Ostatni wyrok (Sonia Draga 2020)